# Hermann Herschensohn
Hermann Herschensohn (născut Ihil-Herș Gherșenzon, în rusă Герш Гершензон; n. 14 iunie 1829, Orhei, gubernia Basarabia, Imperiul Rus – d. 12 februarie 1912, Leipzig, Imperiul German) a fost un evreu basarabean, misionar, aventurier, publicist literar, scriitor religios și traducător german. Unul dintre fondatorii „iudaismului mesianic” de rit protestant (evrei credincioși în Hristos).
A publicat sub diferite pseudonime, inclusiv Jechiel Lichtenstein, Jechiel Zebi Hirschensohn, Jechiel Hirsch Hirschensohn, Jechiel Zvi Lichtenstein, Machiel Zvihenstein-Jehianstein-Zvih, G. Even Tsohar, Iehiel Zvi Gerșenzon.

## Biografie
S-a născut în orașul Orhei (acum oraș și centru raional din Republica Moldova) din județul omonim, gubernia Basarabia (Imperiul Rus), potrivit altor surse s-ar fi născut la Sculeni, |județul Iași. A crescut la Orhei, unde tatăl său Meer Herșenzon (1795—?), era negustor al celei de-a treia bresle. Deja în copilărie, a dat dovadă de cunoștințe în literatura religioasă evreiască. În intenția de a deveni rabin în Orhei, a devenit adept al ideilor mișcării Haskala. S-a căsătorit la vârsta de șaptesprezece ani, dar soția sa a murit la o vârstă fragedă, lăsându-i în grijă un fiu și o fiică. Câțiva ani a rătăcit prin ștetlurile evreiești din Galiția, studiind în diferite ieșive hasidice, după care s-a stabilit la Galați (1850), unde s-a întâlnit cu diferiți misionari, iar în 1855 s-a convertit la creștinism în Iași. În 1867 s-a mutat la Berlin, unde s-a angajat în munca misionară; în 1872 a fost botezat din nou, de data aceasta la Londra sub conducerea lui Henry Aaron Stern din cadrul Societății londoneze pentru promovarea creștinismului printre evrei. În 1878, sub prefacerea unui hasid, a călătorit prin Imperiul Rus, apoi a revenit la Orhei fiind prefăcut făcător de minuni, dar a fost deconspirat ca misionar și a fugit din oraș. În 1881 a studiat rabinatul sau chiar a primit un rang rabinic în Podolia, dar a început comerțul, și în 1882 s-a stabilit la Odesa, apoi a locuit la Leipzig și în 1885 la Kiev, unde a fost din nou revelat ca misionar și a fost nevoit să se întoarcă în Germania. A făcut o încercare nereușită de a înființa o comunitate iudeo-creștină mesianică în Sculeni, pentru o vreme a studiat la ieșiva hasizilor „Liubavici” din Liadî.
A scris tratatul religios Derekh ha-kodesh („Calea Sfințeniei”), care a câștigat faimă în rândul adepților hasidismului din Galiția și Podolia. A publicat cartea Sheva ha-khamot shebetalmud umidrash („Șapte înțelepciuni ale Talmudului și Midrașului”, Lemberg, 1883, 240 p.), în care a examinat relația literaturii talmudice cu cunoștințele științifice. În același timp, sub diferite pseudonime, a scris lucrări misionare în ebraică și germană: Khazak emunot emet („Puterea credinței în adevăr”), Toldot Yeshua ha-mashiyah („Istoria lui Mesia Isus”), Limudey ha -neviim („Învățăturile profeților”, 1868), Beur lesifre („Explicația Sifrei”), Brit ha-hadasha („Noul Testament”, comentarii), Maase ha-shelukhim („Narațiunea apostolilor”), Megale Sod („Pergament secret”, Budapesta, 1906, sub numele de Hermann Herschensohn), Der Talmud auf der Anklagebank durch einen begeisterten Verehrer des Judenthums (sub pseudonimul Echiel Lichtenstein, cu profesorul G. Dahlmann, Budapesta, 1886), comentarii multivolum la Noul Testament (1891-1904), precum și multe broșuri misionare în germană, engleză, franceză, maghiară, idiș și rusă. A tradus în idiș cărțile biblice ale profeților Nevi'im și Ketuvim precum și Noul Testament (1877, împreună cu Franz Delitzsch) în ebraică și cartea lui Delitzsch Jesus und Hillel (1866). A colaborat la periodicul misionar în ebraică Brit am („Testamentul poporului”). A fost cunoscut în mediul misionar sub numele de „Rebbe”. În scrierile sale a încercat să combine misticismul cabalistic cu învățăturile Noului Testament.
Din 1885 și până la sfârșitul vieții sale, a activat în cadrului Institutului Judaicum de la Leipzig, unde a fost angajat în activități misionare destinate evreilor, a condus seminarii și prelegeri.
Lucrările misionare ale autorului au fost republicate și distribuite de organizațiile misionare până în prezent.
Sub influența lui Herschensohn, s-au format opiniile religioase ale predicatorului și misionarului Iosif Rabinovici.